# Blaž Klećak
Blaž Klećak (Blasius Kleciak, Blasius Kleciach, Biagio Kleciak, ur. 1823, zm. 31 grudnia 1881?/12 stycznia 1882 w Hvarze) – chorwacki przyrodnik, malakolog i konchiolog. Z zawodu był urzędnikiem austro-węgierskiego ministerstwa finansów. W 1856 roku Conceptspraktikant Blasius Kleciak został mianowany prowincjonalnym podinspektorem podatkowym. Około 1865 roku był wicesekretarzem cesarsko-królewskiej regionalnej komisji finansowej w Zadarze. W 1868 cesarsko-królewski komisarz obwodu w Makarsce. W 1873 był komisarzem obwodu w Sinj. W 1882 komisarz obwodu Lesina (obecnie wyspa Hvar). Zmarł w grudniu 1881 (według innych źródeł w styczniu roku następnego), po długiej chorobie.
Autor katalogu morskiej malakofauny Dalmacji. W pracy tej wymienił około 500 gatunków i odmian mięczaków. Dwie strony poświęcił rzadkim odmianom muszli, określając je jako „mollusca monstruosa”. Na międzynarodowej wystawie w Bolonii jego kolekcja otrzymała brązowy medal. Kolekcja muszli Klećaka, zawierająca okazy należące do 7000 gatunków, została wystawiona na sprzedaż po śmierci właściciela, o czym ogłoszono na łamach „Journal de Conchyliologie”. Chętni mieli się zgłaszać do Gregorio Bucchicha w Lesinie.
Należał do Deutsche Malakozoologische Gesellschaft we Frankfurcie, Société Malacologique de Belgique, Siebenbürgische Verein für Naturwissenschaften w Siedmiogrodzie i Kaiserlich-Königliche Zoologisch-Botanische Gesellschaft w Wiedniu. Wymieniał korespondencję z Crosse’em i Hidalgo. Część zebranych okazów przekazał do opisania naukowego Spiridionowi Brusinie, Wilhelmowi Kobeltowi i Heinrichowi Conradowi Weinkauffowi.
Na jego cześć nazwano kilka gatunków mięczaków:
- Cochlostoma (Turritus) kleciaki (Braun, 1887) syn. Pomatias Kleciaki Braun, 1887
- Emmericia  klecaki Bourguignat, 1880
- Chilostoma (Liburnica) kleciachi (L. Pfeiffer, 1870) syn. Helicigona kleciachi  (Pfeiffer, 1870) syn. Helix Kleciachi L. Pfeiffer, 1870
- Horatia klecakiana Bourguignat, 1887
- Unio Kleciaki Drouët, 1879 syn. Anodonta Kleciaki
- Clausilia klecaki Westerlund 1881 syn. Herilla klecaki  Küst. mscr. – obecnie synonim Montenegrina subcristata subcristata (Küster, 1847)
- Zonites kleciachi Kobelt, 1899 – obecnie synonim Aegopis acies(Férussac, 1832)
- Lamellaria kleciachi Brusina, 1866 – obecnie synonim Berthella plumula (Montagu, 1803)
- Trochus kleciachi Brusina, 1866 – obecnie synonim Gibbula (Gibbula) ardens (Von Salis, 1793)

## Prace

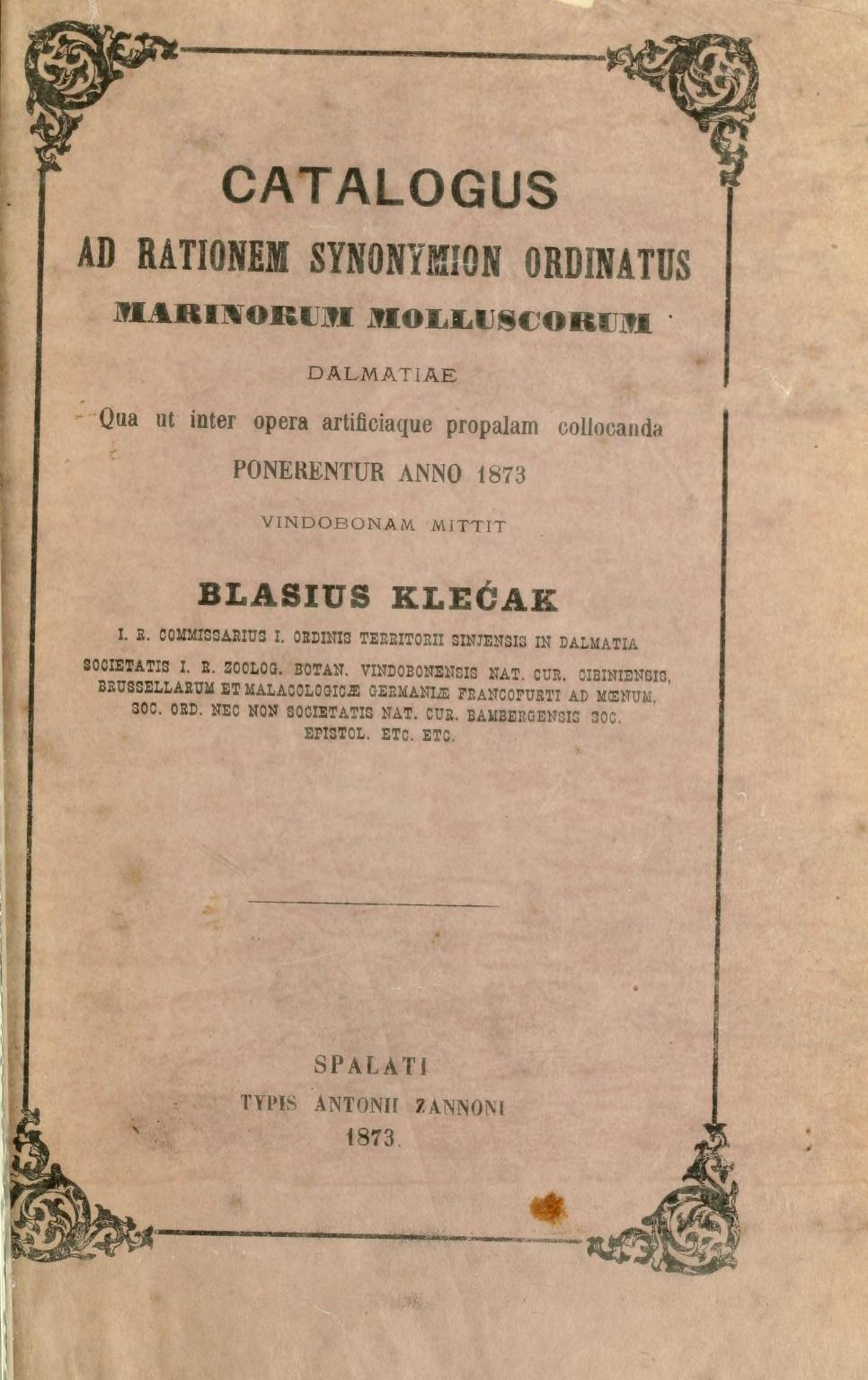
Strona tytułowa Catalogus ad rationem synonymion ordinatus marinorum molluscorum Dalmatiae (1873

- Der wahre Fundort von Helix crinita Sandri. „Nachrichtsblatt der Deutschen Malakozoologischen Gesellschaft”. 4 (4), s. 61–62, 1872.
- Catalogus ad rationem synonymion ordinatus marinorum molluscorum Dalmatiae, qua ut inter opera artificiaque propalara collocanda ponerentur anno 1873 Vindobonam mittit Blasius Klecak. Spalati: Typis Antonii Zannoni, 1873. Brak numerów stron w książce
- Helix Nicolai n.sp. „Nachrichtsblatt der Deutschen Malakozoologischen Gesellschaft”. 12 (10), s. 106, 1880.